# Sylvia Tyson
Sylvia Tyson, geboren als Sylvia Fricker (Chatham-Kent, 19 september 1940), is een Canadese country-singer/songwriter, gitariste en omroepster. Ze is vooral bekend als lid van het folkduo Ian en Sylvia, met Ian Tyson. Sinds 1993 is ze lid van de volledig vrouwelijke folkgroep Quartette.

## Biografie
Tyson werd geboren als Sylvia Fricker in Chatham, Ontario. Ze was de tweede van vier kinderen. Haar vader was een verkoper van apparaten voor de T. Eaton Company en haar moeder was kerkorganiste en koorleidster. Op jonge leeftijd besloot Fricker zangeres te worden. Hoewel haar ouders haar probeerden te ontmoedigen een carrière als entertainer na te streven, verliet ze Chatham in 1959 om op te treden in Toronto.
Van 1959 tot 1974 was ze de helft van het populaire folkduo Ian & Sylvia met Ian Tyson. De twee ontmoetten elkaar nadat een vriend van Tyson haar op een feestje hoorde zingen en Ian over haar vertelde. Tyson had als soloartiest opgetreden in clubs in Toronto, maar nadat hij en Fricker elkaar ontmoetten, besloten ze om als duo samen te werken. Hun voltijdse samenwerking begon in 1961 en zou nog tien jaar voortduren. Van eind jaren 1960 tot begin jaren 1970 waren zij en Ian Tyson ook frontman van de countryrockband Great Speckled Bird. Sylvia schreef haar eerste en bekendste nummer You Were on My Mind in 1962. Het werd opgenomen door Ian & Sylvia in 1964. Het nummer werd uitgebreid gecoverd en werd halverwege de jaren 1960 een hitsingle voor de in San Francisco gevestigde folkrockband We Five en ook voor de Britse popzanger Crispian St. Peters. Fricker trouwde op 26 juni 1964 met Ian Tyson. Tijdens hun jaren samen namen ze 13 albums op. Tyson speelt echte linkshandige gitaren, in plaats van alleen rechtshandige instrumenten om te draaien. De Tysons scheidden in 1975. Tijdens hun huwelijk kregen ze één kind, Clayton Dawson (Clay) Tyson.
Nadat de Tysons uit elkaar gingen en stopten met optreden in 1975, begon Sylvia een solocarrière. Ze bracht de twee albums Woman's World in 1975 en Cool Wind from the North in 1976 uit via Capitol Records. Vervolgens richtte ze in 1978 het onafhankelijke platenlabel Salt Records op. Via dit label bracht ze de albums Satin on Stone in 1978 en Sugar for Sugar in 1979 uit. Sylvia Tyson heeft buiten het podium bijgedragen aan het Canadese muziekcircuit als bestuurslid van FACTOR en de Juno Awards. Met Tom Russell was ze redacteur van de bloemlezing And Then I Wrote: The Songwriter Speaks (ISBN 9781551520230) uit 1995. In 2011 schreef ze haar eerste roman, het 420 pagina's tellend boek Joyner's Dream. Sylvia sloot zich aan bij Ian om hun kenmerkende lied Four Strong Winds te zingen op de 50e verjaardag van het Mariposa Folk Festival op 11 juli 2010 in Orillia, Ontario. In 2012 schreven Tyson en singer-songwriter Cindy Church een campagnelied voor de Alberta Party, een centristische politieke partij in Alberta.

## Awards en erkenning
Sylvia Tyson werd in 1994 lid van de Orde van Canada. Ze werd zeven keer genomineerd voor een Juno Award, de eerste was in 1987 als «Country Female Vocalist of the Year» .De Canadian Music Hall of Fame introduceerde Ian & Sylvia als duo in 1992. In 2003 werd Sylvia Tyson opgenomen in de Canadian Country Music Hall of Fame. (Ian Tyson was in 1989 ingewijd.) Een aankondiging in juli 2019 stelde dat Ian Tyson en Sylvia Tyson individueel en niet als duo zouden worden opgenomen in de Songwriters Hall of Fame. De Canadian Broadcasting Corporation verklaarde dat de hit Four Strong Winds van het duo uit 1964 wordt beschouwd als een van de meest invloedrijke nummers in de Canadese geschiedenis. In het CBC-rapport werd ook verwezen naar het nummer You Were on My Mind, geschreven door Sylvia Tyson en naar haar vier albums (1975-1980).

## Discografie

### Singles
- 1972:	Give It to the World
- 1975: Sleep on My Shoulder
- 1976:	Good Old Song
- 1979: Love Is a Fire
- 1980:	Same Old Thing
- 1985:	Up in Smoke
- 1986:	Denim Blue Eyes
- 1987:	Too Short a Ride
- 1989:	You Were on My Mind
- 1990:	Slow Moving Heart
- 1990: Rhythm of the Road
- 1990: Thrown to the Wolves
- 1992:	I Walk These Rails
- 1993:	The Sound of One Heart Breaking

### Albums
- 1975:	Woman's World	54
- 1976:	Cool Wind from the North
- 1978:	Satin on Stone
- 1979:	Sugar for Sugar, Salt for Salt
- 1986:	The Big Spotlight
- 1989:	You Were on My Mind
- 1992:	Gypsy Cadillac
- 2000:	River Road and Other Stories
- 2001:	The Very Best of Sylvia Tyson
- 2011:	Joyners Dream: The Kingsfold Suite

- Bibliothèque nationale de France: cb13932956b (data)
- Gemeinsame Normdatei: 134679520
- International Standard Name Identifier: 0000 0000 7364 7375
- Library of Congress Control Number: n79148282
- MusicBrainz: 0a5f3cf4-317b-443b-9fcc-fcc809060c68
- Nationale Bibliotheek van Israël: 987012615973005171
- SNAC: w64v4b44
- Virtual International Authority File: 24790376
- WorldCat: E39PBJthbvdggY7RmCcMPJtkDq